# Франс Тимерманс
Франсискус Корнелис Герардус Мария Тимерманс (на нидерландски: Franciscus Cornelis Gerardus Maria Timmermans) е политик от Партията на труда в Нидерландия.
Роден е на 6 май 1961 година в Маастрихт в католическо семейство, а в детството си живее известно време в Белгия и Италия.
През 1985 година завършва френска литература в Неймегенския университет и европейско право в Университета „Нанси 2“. Преминава военна служба във военното разузнаване (1986 – 1987).
След това работи като дипломат. Избран е за пръв път за депутат през 1998 година. Той е външен министър на страната (2012 – 2014), а след това е първи заместник-председател на Европейската комисия и европейски комисар за междуинституционалните връзки и администрацията в Комисията „Юнкер“ (2014 – 2019) и изпълнителен заместник-председател, отговорен за Зелената сделка, в Комисията „Фон дер Лайен“ (от 2019).